# Kateřina Böhmová-Skronská
Kateřina Böhmová-Skronská, rodným jménem Kateřina Skronská (* 22. ledna 1958, Praha) je bývalá československá profesionální tenistka. Ve své kariéře na okruhu WTA Tour vyhrála dva turnaje ve čtyřhře a dvakrát se probojovala do finále debla.
Na žebříčku WTA byla nejvýše ve dvouhře klasifikována v listopadu 1987 na  196. místě a ve čtyřhře pak v prosinci 1986 na 157. místě.

## Sportovní kariéra
Skronská vyhrála v roce 1976 mistrovství ČSSR dorostenek ve dvouhře a stala se také s Budařovou mistryní České socialistické republiky ve čtyřhře. V roce 1977 triumfovala spolu s Brzákovou na mistrovství ČSSR dospělých ve čtyřhře žen. Roku 1980 se probojovala do finále deblu na amatérském mistrovství Evropy a získala výhry na turnajích v Galantě a Tarentu. V sezóně 1981 zaznamenala semifinálovou účast na události série Avon Futures v Las Vegas a získala titul mistryně ČSR ve dvouhře žen.
Na grandslamu se nejdále probojovala do čtvrtfinále ženské čtyřhry na French Open 1985

## Soukromý život
Její dcerou je česká tenistka Kateřina Böhmová (nar. 1986).
V dubnu 2006 agentura AP uvedla, že byla s dcerou zadržena v obchodu ve floridském Jacksonville, kde měly odcizit šperky a oblečení v hodnotě 450 dolarů. K události došlo po vyřazení Kateřiny Böhmové na turnaji v Amelia Island. Dcera v prohlášení uvedla, že se jednalo o nedorozumění a obvinění odmítla. U soudního líčení se podle žalobce ke krádeži obě přiznaly a soud jim nechal uhradit škodu a zaplatit náklady řízení ve výši 500 dolarů. Mediální zástupkyně tenistky naopak sdělila, že nedošlo k usvědčení, ani odsouzení. To následně potvrdil i soud.
Za působení Ondřeje Lišky ve funkci ministra školství, mládeže a tělovýchovy pracovala jako tisková mluvčí ministerstva.

## Finálové účasti na turnajích WTA Tour

### Čtyřhra (4)

#### Vítězka
| Č. | Datum             | Turnaj                            | Povrch      | Spoluhráčka       | Finalistky                          | Výsledek |
| 1. | 19. července 1982 | Sparkassen Austrian Cup Kitzbühel | antuka      | Yvona Brzáková    | Jill Pattersonová Courtney Lordová  | 6-1, 7-5 |
| 2. | 9. ledna 1984     | VS of Pennsylvania Hershey, USA   | koberec (h) | Marcela Skuherská | Ann Henrickssonová Nancy Yearginová | 6-1, 6-3 |

#### Finalistka (2)
| Č. | Datum             | Turnaj                            | Povrch | Vítězky                             | Spoluhráčka     | Výsledek      |
| 1. | 15. července 1985 | Elektra Cup Bregenz               | antuka | Mima Jaušovecová Virginia Ruziciová | Andrea Holíková | 6-2, 6-3      |
| 2. | 19. srpna 1985    | VS of Central New York Monticello | tvrdý  | Mercedes Pazová Gabriela Sabatini   | Andrea Holíková | 5-7, 6-4, 6-3 |